# José Serra Gil
José Serra Gil (Amposta, 23 dicembre 1923 – 12 giugno 2002) è stato un ciclista su strada spagnolo.
Professionista dal 1947 al 1958, vinse due tappe alla Vuelta a España 1950, edizione che concluse al terzo posto in classifica generale.

## Palmarès
- 1948

3ª tappa Vuelta a Tarragona
- 1949

Campionato spagnolo, Prova in linea
Circuito de Pascuas
2ª tappa Gran Premio de Catalunya
- 1950

10ª tappa Vuelta a España (Lerida > Barcellona)
19ª tappa, 2ª semitappa Vuelta a España (Jerez de la Frontera > Siviglia)
8ª tappa Volta Ciclista a Catalunya
- 1951

8ª tappa Tour du Maroc
12ª tappa Tour du Maroc
- 1953

3ª tappa Volta Ciclista a Catalunya
- 1954

1ª tappa Volta Ciclista a Catalunya
Classifica generale Bicicleta Eibarresa

## Piazzamenti

### Grandi giri
- Giro d'Italia

1955: 60º
1956: 26º
1957: 68º
- Tour de France

1949: ritirato (6ª tappa)
1951: ritirato (22ª tappa)
1952: 23º
1953: 14º
1956: 81º
- Vuelta a España

1948: 15º
1950: 3º
1955: 7º
1956: 9º
1957: 38º